# Peter Müller (polityk)
Peter Aloysius Müller (ur. 25 września 1955 w Illingen) – niemiecki polityk i prawnik, działacz Unii Chrześcijańsko-Demokratycznej (CDU), w latach 1999–2011 premier Saary, sędzia Federalnego Trybunału Konstytucyjnego.

## Życiorys
W 1974 zdał egzamin maturalny, w latach 1975–1983 studiował prawo i nauki polityczne na Uniwersytecie w Bonn oraz na Uniwersytecie Kraju Saary. W 1983 i 1986 zdał państwowe egzaminy prawnicze I oraz II stopnia. W latach 1983–1990 pracował na Uniwersytecie Kraju Saary, od 1986 jednocześnie orzekał w zawodzie sędziego.
Od czasów szkoły średniej związany z niemiecką chadecją – jeszcze jako uczeń w 1971 wstąpił do jej młodzieżówki Junge Union. W latach 1983–1987 przewodniczył JU w Saarze. W 1990 po raz pierwszy został wybrany do landtagu tego kraju związkowego. Mandat poselski wykonywał nieprzerwanie do 2011. Od 1990 do 1994 był sekretarzem frakcji CDU, następnie do 1999 przewodniczącym jej klubu poselskiego. W 1995 został jednocześnie wybrany na przewodniczącego Unii Chrześcijańsko-Demokratycznej w Saarze.
W 1999 regionalna CDU po jego przywództwem wygrała wybory do landtagu, w którym uzyskała większość bezwzględną. We wrześniu 1999 Peter Müller objął urząd premiera tego kraju związkowego. Po wyborach w 2004 pozostał na tym stanowisku, tworząc swój drugi monopartyjny gabinet. W 2005 był kandydatem Angeli Merkel do objęcia funkcji ministra gospodarki i pracy w rządzie federalnym. W tym samym roku uzyskał mandat posła do Bundestagu. Ostatecznie zrezygnował z niego wkrótce po wyborach, pozostając na dotychczasowym urzędzie. W 2009 po raz trzeci został premierem Saary, utrata przez CDU części miejsc w landtagu doprowadziła wówczas do zawiązania przez tę partię koalicji z Wolną Partią Demokratyczną i Zielonymi. W kadencji 2008–2009 był przewodniczącym Bundesratu.
W sierpniu 2011 ustąpił z pełnionej niemal dwanaście lat funkcji premiera, został wówczas zastąpiony przez Annegret Kramp-Karrenbauer. W tym samym roku ustąpił również z wszelkich funkcji partyjnych. W grudniu 2011 objął stanowisko sędziego Federalnego Trybunału Konstytucyjnego na okres dwunastoletniej kadencji.
Peter Müller jest żonaty, ma trójkę dzieci.